# Мариета Арабаджиева
Мариета Петрова Арабаджиева де Дескалси е български професионален дипломат. Назначена е за извънреден и пълномощен посланик на България в Япония с Указ 38 на президента Румен Радев от 8 февруари 2021 г., публикиван в Държавен вестник на 16 февруари 2021 г.; връчва акредитивните си писма на императора на Япония на 14 април 2021 г. Мариета Арабаджиева е първата жена посланик на България в Япония.
Посланик Арабаджиева е японист с бакалавърска и магистърка степен от СУ „Св. Климент Охридски“. Притежава също и бакалавърска степен по международни отношения от Югозападния университет „Неофит Рилски“. Има специализации в университетите в Оксофрд (Великобритания), Фудан (Китай) и Осака (Япония).
Започва кариерата си в Минстерството на външните работи през 2001 г. с първо задгранично назначение като аташе в посолството в Токио (2001 – 2004 г.). По-късно става втори секретар и завеждащ политическата служба (2006 – 2008 г.) и съветник и заместник-ръководител на мисията в Токио (2016 – 2020 г.). Била е и заместник-ръководител на мисията и завеждащ политическата служба в Посолството на България в Пекин, Китай (2011 – 2013 г.).